# Сато, Норико
Норико Сато (яп. 佐藤 紀子 Сато: Норико, 26 мая 1959, Токио, Япония) — японская фигуристка, выступавшая в танцах на льду c Тадаюки Такахаси, участница зимних Олимпийских игр 1984 года, 6-кратная чемпионка Японии.

## Спортивная биография
В начале сезона 1979/80 партнёром Норико стал 23-летний Тадаюки Такахаси. В первом же сезоне пара стала чемпионами Японии, а всего на счету Сато и Такахаси 6 побед в национальном чемпионате. В 1984 году японская пара приняла участие в зимних Олимпийских играх в Сараево. По итогам трёх танцев Сато и Такахаси заняли 17-е место. На мировых первенствах лучшим результатом в карьере Сато стало 13-е место на чемпионате мира 1985 года. По окончании сезона 1984/85 пара распалась.
В настоящее время Сато работает тренером-хореографом. В разное время работала с Тацуки Матидой, Сёко Исикавой и Фумиэ Сугури.

## Результаты
(С Такахаси)
| Соревнования            | 1979—1980 | 1980—1981 | 1981—1982 | 1982—1983 | 1983—1984 | 1984—1985 |
| ----------------------- | --------- | --------- | --------- | --------- | --------- | --------- |
| Зимние Олимпийские игры |           |           |           |           | 17        |           |
| Чемпионаты мира         | 15        | 16        | 15        | 14        | 17        | 13        |
| Чемпионаты Европы       | 13        | 8         | 10        | 7         | 7         |           |
| Чемпионаты Японии       | 1         | 1         | 1         | 1         | 1         | 1         |
| NHK Trophy              |           | 4         | 7         |           | 5         | 4         |